# Oksana Jacka
Oksana Aleksandrowna Jacka (ros Оксана Александровна Яцкая, ur. 22 września 1978 w Ürżarze) – kazachska biegaczka narciarska.

## Kariera
Po raz pierwszy na arenie międzynarodowej Oksana Jacka pojawiła się w marcu 1995 roku, podczas mistrzostw świata juniorów w Gällivare, gdzie zajęła 21. miejsce w biegu na 15 km techniką dowolną, a w biegu na 5 km stylem klasycznym była czternasta. Najlepszy wynik w tej kategorii wiekowej osiągnęła trzy lata później, na mistrzostwach świata juniorów w Pontresinie, zajmując dwunaste miejsce w biegu na 5 km stylem dowolnym.
W Pucharze Świata zadebiutowała 9 grudnia 1995 roku w Davos, zajmując 76. miejsce w biegu na 5 km stylem dowolnym. Pierwsze pucharowe punkty wywalczyła dopiero 1 marca 1997 roku w Trondheim, kiedy zajęła 21. miejsce na dystansie 30 km klasykiem. W sezonie 1996/1997 nie zdobyła już punktów i w klasyfikacji generalnej zajęła ostatecznie 66. miejsce. Jak dotąd najlepsze wyniki w Pucharze Świata osiągnęła w sezonie 2003/2004, który ukończyła na 30. pozycji. W zawodach pucharowych najbliżej podium była 6 lutego 2010 roku w Canmore, gdzie była szósta w sprincie stylem klasycznym.
Najlepsze wyniki na dużej imprezie międzynarodowej osiągnęła w 2003 roku, kiedy na mistrzostwach świata w Val di Fiemme była czwarta w sztafecie. W startach indywidualnych najlepiej wypadła podczas mistrzostw świata w Oberstdorfie w 2005 roku, gdzie na dystansie 30 km techniką klasyczną była ósma. Jej największym sukcesem olimpijskim jest zajęcie dziewiątego miejsca w sprincie drużynowym stylem klasycznym podczas igrzysk olimpijskich w Turynie w 2006 roku. Taki sam wynik osiągnęła w sztafecie cztery lata później, na igrzyskach olimpijskich w Vancouver.

## Osiągnięcia

### Igrzyska olimpijskie
| Miejsce | Dzień     | Rok  | Miejscowość    | Konkurencja                        | Czas biegu  | Strata       | Zwyciężczyni        |
| ------- | --------- | ---- | -------------- | ---------------------------------- | ----------- | ------------ | ------------------- |
| 32.     | 8 lutego  | 1998 | Nagano         | 15 km stylem klasycznym            | 46:55,4 min | +4:44,3 min  | Olga Daniłowa       |
| 27.     | 10 lutego | 1998 | Nagano         | 5 km stylem klasycznym             | 17:37,9 min | +1:19,4 min  | Łarisa Łazutina     |
| 39.     | 12 lutego | 1998 | Nagano         | 15 km łączony                      | 46:06,9 min | +3:50,6 min  | Łarisa Łazutina     |
| 12.     | 15 lutego | 1998 | Nagano         | Sztafeta 4 × 5 km                  | 55:13,5 min | +3:57,8 min  | Rosja               |
| 40.     | 20 lutego | 1998 | Nagano         | 30 km stylem dowolnym              | 1:22:01,5 h | +11:21,9 min | Julija Czepałowa    |
| 25.     | 9 lutego  | 2002 | Salt Lake City | 15 km stylem dowolnym              | 39:54,4 min | +2:51,6 min  | Stefania Belmondo   |
| 24.     | 12 lutego | 2002 | Salt Lake City | 10 km stylem klasycznym            | 28:05,6 min | +2:08,3 min  | Bente Skari         |
| 15.     | 15 lutego | 2002 | Salt Lake City | 10 km łączony                      | 25:09,9 min | +59,1 s      | Beckie Scott        |
| 11.     | 21 lutego | 2002 | Salt Lake City | Sztafeta 4 × 5 km                  | 49:30,6 min | +2:21,6 min  | Niemcy              |
| 17.     | 24 lutego | 2002 | Salt Lake City | 30 km stylem klasycznym            | 1:30:57,1 h | +6:28,2 min  | Gabriella Paruzzi   |
| 41.     | 12 lutego | 2006 | Turyn          | 15 km łączony                      | 43:25,6 min | +4:08,3 min  | Kristina Šmigun     |
| 9.      | 14 lutego | 2006 | Turyn          | Sprint drużynowy stylem klasycznym | 16:36,9 min | +1:05,9 min  | Szwecja             |
| 13.     | 18 lutego | 2006 | Turyn          | Sztafeta 4 × 5 km                  | 54:47,7 min | +3:05,2 min  | Rosja               |
| 46.     | 22 lutego | 2006 | Turyn          | Sprint stylem dowolnym             | 2:12,3 min  | -            | Chandra Crawford    |
| 15.     | 24 lutego | 2006 | Turyn          | 30 km stylem dowolnym              | 1:22:25,4 h | +3:05,1 min  | Kateřina Neumannová |
| 39.     | 15 lutego | 2010 | Vancouver      | 10 km stylem dowolnym              | 24:58,4 min | +2:17,9 min  | Charlotte Kalla     |
| 32.     | 17 lutego | 2010 | Vancouver      | Sprint stylem klasycznym           | 3.39,2 min  | -            | Marit Bjørgen       |
| 33.     | 19 lutego | 2010 | Vancouver      | 15 km łączony                      | 39:58,1 min | +2:54,9 min  | Marit Bjørgen       |
| 9.      | 25 lutego | 2010 | Vancouver      | Sztafeta 4 × 5 km                  | 55:19,5 min | +3:03,8 min  | Norwegia            |
| 18.     | 27 lutego | 2010 | Vancouver      | 30 km stylem klasycznym            | 1:30:33,7 h | +3:37,3 min  | Justyna Kowalczyk   |

### Mistrzostwa świata
| Miejsce | Dzień     | Rok  | Miejscowość   | Konkurencja                                 | Czas biegu  | Strata       | Zwyciężczyni                   |
| ------- | --------- | ---- | ------------- | ------------------------------------------- | ----------- | ------------ | ------------------------------ |
| 48.     | 21 lutego | 1997 | Trondheim     | 15 km stylem dowolnym                       | 36:28,2 min | +3:38,2 min  | Jelena Välbe                   |
| 41.     | 23 lutego | 1997 | Trondheim     | 5 km stylem klasycznym                      | 13:32,7 min | +1:02,7 min  | Jelena Välbe                   |
| 36.     | 24 lutego | 1997 | Trondheim     | 5+10 km pościgowy                           | 39:13,5 min | +3:25,1 min  | Stefania Belmondo Jelena Välbe |
| 12.     | 27 lutego | 1997 | Trondheim     | Sztafeta 4 × 5 km                           | 56:40,2 min | +4:02,7 min  | Rosja                          |
| 21.     | 23 lutego | 1997 | Trondheim     | 30 km stylem klasycznym                     | 13:32,7 min | +6:24,6 min  | Jelena Välbe                   |
| 30.     | 18 lutego | 2001 | Lahti         | 10 km łączony                               | 28:06,1 min | +2:11,6 min  | Virpi Kuitunen                 |
| 45.     | 20 lutego | 2001 | Lahti         | 10 km st. klasycznym                        | 29:13,5 min | +3:20,6 min  | Bente Skari                    |
| 27.     | 21 lutego | 2001 | Lahti         | Sprint stylem dowolnym                      | 3:41,5 min  | -            | Pirjo Manninen                 |
| 9.      | 23 lutego | 2001 | Lahti         | Sztafeta 4 × 5 km                           | 53.01,6 min | +4:05,3 min  | Rosja                          |
| 13.     | 18 lutego | 2003 | Val di Fiemme | 15 km stylem klasycznym                     | 39:40,9 min | +2:19,4 min  | Bente Skari                    |
| 13.     | 20 lutego | 2003 | Val di Fiemme | 10 km stylem klasycznym                     | 25:47,0 min | +1:35,9 min  | Bente Skari                    |
| 15.     | 22 lutego | 2003 | Val di Fiemme | 10 km łączony                               | 26:38,4 min | +22,3 s      | Kristina Šmigun                |
| 4.      | 24 lutego | 2003 | Val di Fiemme | Sztafeta 4 × 5 km                           | 50:54,7 min | +1:08,3 min  | Niemcy                         |
| 11.     | 28 lutego | 2003 | Val di Fiemme | 30 km stylem dowolnym                       | 1:14:29,8 h | +3:32,9 min  | Olga Zawjałowa                 |
| 19.     | 17 lutego | 2005 | Oberstdorf    | 10 km stylem dowolnym                       | 26:27,6 min | +1:34,3 min  | Kateřina Neumannová            |
| 12.     | 19 lutego | 2005 | Oberstdorf    | 2 × 7,5 km bieg łączony                     | 42:16,8 min | +1:24,5 min  | Julija Czepałowa               |
| 7.      | 21 lutego | 2005 | Oberstdorf    | Sztafeta 4 × 5 km                           | 57:15,7 min | +2:05,5 min  | Norwegia                       |
| 19.     | 22 lutego | 2005 | Oberstdorf    | Sprint km stylem klasycznym                 | -           | -            | Emilie Öhrstig                 |
| 7.      | 25 lutego | 2005 | Oberstdorf    | Sprint drużynowy stylem dowolnym            | 12:19,7 min | +18,2 s      | Norwegia                       |
| 8.      | 26 lutego | 2005 | Oberstdorf    | 30 km stylem klasycznym                     | 1:27:05,8 h | +1:14,7 min  | Marit Bjørgen                  |
| 40.     | 22 lutego | 2007 | Sapporo       | Sprint km stylem klasycznym                 | -           | -            | Astrid Jacobsen                |
| 5.      | 23 lutego | 2007 | Sapporo       | Sprint drużynowy stylem dowolnym            | 16:20,9 min | +21,9 s      | Finlandia                      |
| 28.     | 25 lutego | 2007 | Sapporo       | 2 × 7,5 km bieg łączony                     | 41:27,5 min | +2:17,4 min  | Olga Zawjałowa                 |
| 14.     | 27 lutego | 2007 | Sapporo       | 10 km stylem dowolnym                       | 23:58,4 min | +1:24,3 min  | Kateřina Neumannová            |
| 11.     | 1 marca   | 2007 | Sapporo       | Sztafeta 4 × 5 km                           | 54:18,6 min | +2:35,4 min  | Finlandia                      |
| 33.     | 3 marca   | 2007 | Sapporo       | 30 km stylem klasycznym ze startu wspólnego | 1:29:47,1 h | +10:14,4 min | Virpi Kuitunen                 |
| 23.     | 19 lutego | 2009 | Liberec       | 10 km stylem klasycznym                     | 29:51,4 min | +2:03,7 min  | Aino-Kaisa Saarinen            |
| 11.     | 21 lutego | 2009 | Liberec       | 2 × 7,5 km bieg łączony                     | 40:55,3 min | +1:39,2 min  | Justyna Kowalczyk              |
| 51.     | 24 lutego | 2009 | Liberec       | Sprint 1,3 km st. dowolnym                  | 2:39,3 min  | -            | Arianna Follis                 |
| 8.      | 25 lutego | 2009 | Liberec       | Sprint drużynowy stylem klasycznym          | 19:43,7 min | +1:19,1 min  | Finlandia                      |
| 10.     | 26 lutego | 2009 | Liberec       | Sztafeta 4 × 5 km                           | 54:24,3 min | +2:33,4 min  | Finlandia                      |
| 16.     | 28 lutego | 2009 | Liberec       | 30 km stylem dowolnym                       | 1:16:10,6 h | +2:37,2 min  | Justyna Kowalczyk              |
| 42.     | 24 lutego | 2011 | Oslo          | Sprint stylem dowolnym                      | 3:03,9 min  | -            | Marit Bjørgen                  |
| 29.     | 26 lutego | 2011 | Oslo          | 15 km bieg łączony                          | 38:08,6 min | +3:26,6 min  | Marit Bjørgen                  |
| 49.     | 28 lutego | 2011 | Oslo          | 10 km stylem klasycznym                     | 27:39,3 min | +3:35,3 min  | Marit Bjørgen                  |
| 13.     | 2 marca   | 2011 | Oslo          | Sprint drużynowy stylem klasycznym          | 19:25,0 min | -            | Szwecja                        |
| 11.     | 3 marca   | 2011 | Oslo          | Sztafeta 4 × 5 km                           | 53:30,0 min | +3:01,2 min  | Norwegia                       |
| 37.     | 5 marca   | 2011 | Oslo          | 30 km stylem dowolnym                       | 1:23:45,1 h | +10:45,6 min | Therese Johaug                 |

### Mistrzostwa świata juniorów
| Miejsce | Dzień       | Rok  | Miejscowość | Konkurs                 | Wynik       | Strata      | Zwyciężczyni     |
| ------- | ----------- | ---- | ----------- | ----------------------- | ----------- | ----------- | ---------------- |
| 14.     | 1 marca     | 1995 | Gällivare   | 5 km stylem klasycznym  | 15:46,8 min | +55,3 s     | Natalja Baranowa |
| 21.     | 5 marca     | 1995 | Gällivare   | 15 km stylem dowolnym   | 43:16,9 min | +3:51,5 min | Julija Czepałowa |
| 12.     | 21 stycznia | 1998 | Pontresina  | 5 km stylem dowolnym    | 14:03,2 min | +47,0 s     | Katrin Šmigun    |
| 32.     | 25 stycznia | 1998 | Pontresina  | 15 km stylem klasycznym | 48:25,6 min | +3:52,7 min | Hilde Glomsås    |

### Uniwersjada
| Miejsce | Dzień       | Rok  | Miejscowość | Konkurencja            | Czas biegu  | Strata  | Zwyciężczyni                  |
| ------- | ----------- | ---- | ----------- | ---------------------- | ----------- | ------- | ----------------------------- |
| 2.      | 18 stycznia | 2003 | Tarvisio    | 5 km stylem klasycznym | 14:14,4 min | +1,1 s  | Swietłana Małachowa-Szyszkina |
| 6.      | 20 stycznia | 2003 | Tarvisio    | Sprint stylem dowolnym | —           | —       | Kirsi Perälä                  |
| 13.     | 14 stycznia | 2005 | Seefeld     | Sprint stylem dowolnym | —           | —       | Vesna Fabjan                  |
| 2.      | 16 stycznia | 2005 | Seefeld     | 5 km stylem dowolnym   | 12:56,2 min | +18,9 s | Swietłana Małachowa-Szyszkina |

### Igrzyska azjatyckie
| Miejsce | Dzień       | Rok  | Miejscowość | Konkurencja                      | Wynik       | Strata | Zwycięzca      |
| ------- | ----------- | ---- | ----------- | -------------------------------- | ----------- | ------ | -------------- |
| 3.      | 31 stycznia | 2011 | Ałmaty      | Sprint techniką klasyczną        | —           | —      | Madoka Natsumi |
| 1.      | 1 lutego    | 2011 | Ałmaty      | Sprint drużynowy stylem dowolnym | 20:39,9 min | —      | —              |
| 1.      | 5 lutego    | 2011 | Ałmaty      | Sztafeta 4 × 5 km                | 1:01:45,1 h | —      | —              |

### Puchar Świata

#### Miejsca w klasyfikacji generalnej
- sezon 2001/2002: 78.
- sezon 2002/2003: 104.
- sezon 2003/2004: 30.
- sezon 2004/2005: 38.
- sezon 2005/2006: 39.
- sezon 2006/2007: 47.
- sezon 2008/2009: 10.
- sezon 2009/2010: 61.
- sezon 2011/2012: 96.

#### Miejsca na podium
Jak dotąd Jacka nie stała na podium zawodów Pucharu Świata.